# Misool
Misool es una de las cuatro mayores islas del archipiélago Raja Ampat en la provincia de Papúa Occidental, Indonesia. Tiene una superficie total de 2.034 km². Las otras islas del archipiélago son Salawati, Batanta y Waigeo.
Su punto más elevado se encuentra a 561 m y los poblados principales son Waigama, ubicado en la costa norte de la isla y Lilinta. Los habitantes hablan las lenguas biga y matbat, además de indonesio.
La isla de Misool, incluye el área del triángulo coralino con mayor biodiversidad de especies del mundo y gran variedad de peces ornamentales marinos. Los corales representan aproximadamente el 75% de todas las especies de corales del mundo y en el sector habitan casi 1300 especies de peces. Esta zona también posee un sector de mar abierto muy grande por el cual deambulan animales de gran porte como ballenas y pulpos.

## Fauna
- Echymipera kalubu
- Echymipera rufescens

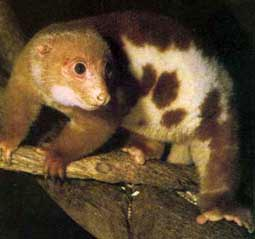
Cuscús moteado un habitante conspicuo de Misool.

- Dorcopsis muelleri, Dorcopsis marrón
- Phalanger orientalis, Cuscús gris
- Spilocuscus maculatus, Cuscús moteado
- Petaurus breviceps, Petauro del azúcar
- Macroglossus minimus, Murciélago mínimo
- Melanotaenia flavipinnis y Melanotaenia misoolensis[5][6]
- Nyctimene aello
- Pteropus conspicillatus, Zorro volador de anteojos

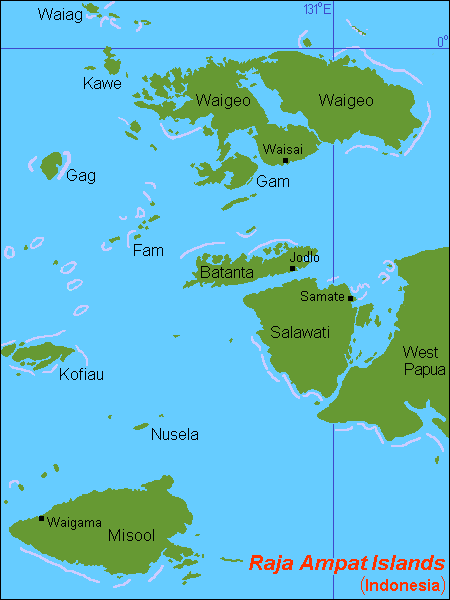
Mapa de las islas Raja Ampat.

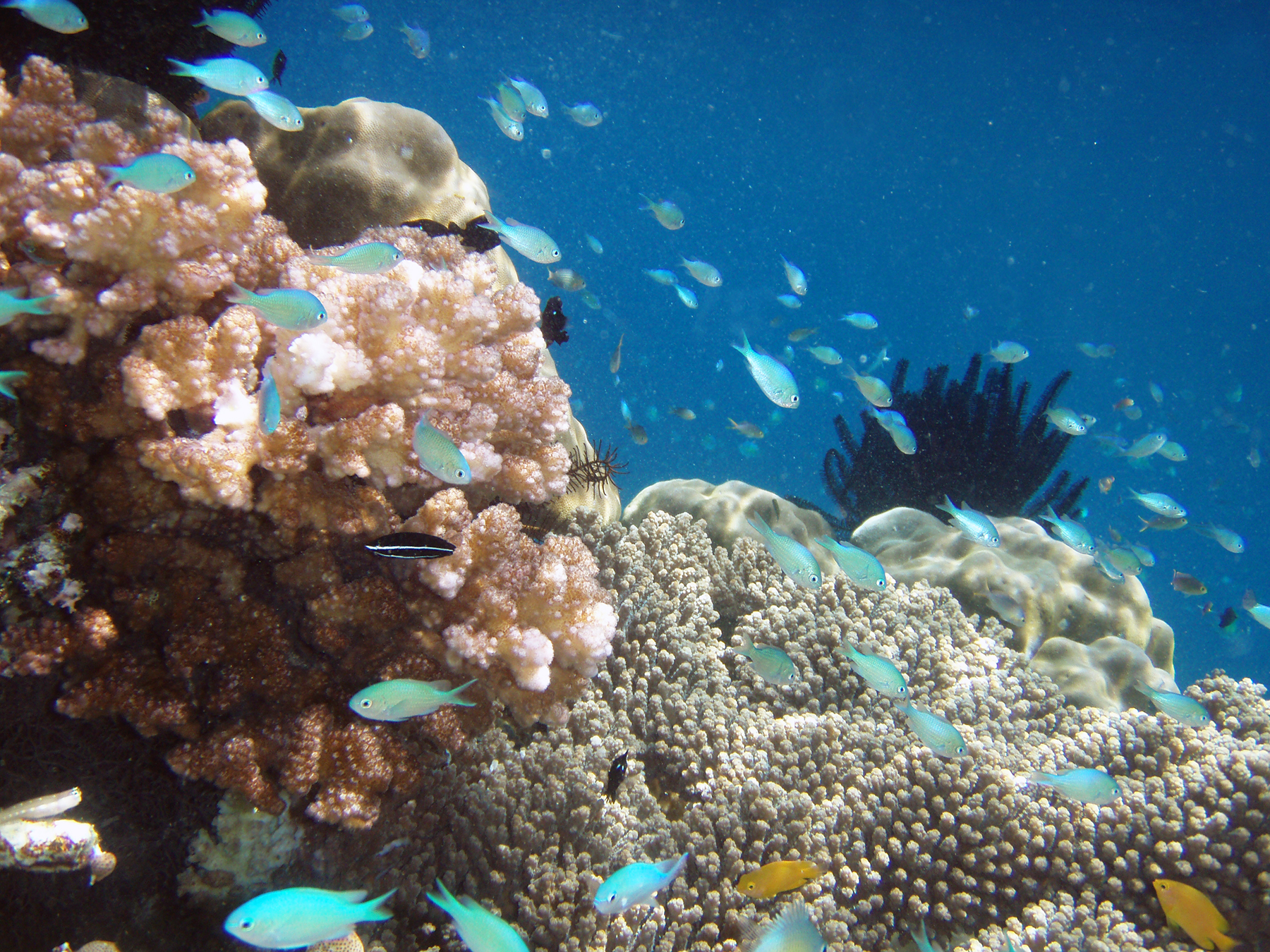
Corales pétreos, peces pomacéntridos y una estrella de mar peluda (negro, en la parte posterior).

- Aselliscus tricuspidatus
- Pipistrellus papuanus
- Paradisasea minor,